# SalzburgMilch
SalzburgMilch ist eine Molkerei im Land Salzburg, die sich zu 100 % im Besitz der Salzburger Alpenmilch Genossenschaft eGen und damit der heimischen Milchbauern befindet. Sitz der SalzburgMilch ist in der Stadt Salzburg. Ein weiteres Werk gibt es seit 2014 in Lamprechtshausen.

## Geschichte
SalzburgMilch wurde am 1. Juli 2013 anlässlich der Fusion von Alpenmilch Salzburg und Käsehof gegründet. Die Käsehof GmbH wurde als übertragende Gesellschaft in die Alpenmilch Salzburg Ges.m.b.H. als aufnehmende Gesellschaft verschmolzen. Gleichzeitig wurde die Alpenmilch Salzburg Ges.m.b.H. auf SalzburgMilch GmbH umfirmiert. Es handelte sich dabei um eine Gesamtrechtsnachfolge. Seit 2013 werden die Produkte von den Vorgängermarken auf SalzburgMilch umgestellt.
2017 entwickelte SalzburgMilch ein Tiergesundheitskonzept mit Vorgaben im Hinblick auf die Tierhaltung, einem regelmäßigen Gesundheits-Check für die Tiere und einem eigenen, externen Tiergesundheitsbeirat.
Die Marke „Reine Lungau – Milch aus dem Biosphärenpark“ darf nur mit Hilfe von Produkten aus dem Lungau hergestellt werden. Teilnehmende Biobauern bauen auf über 1.000 m Seehöhe ihr eigenes Getreide an und füttern die Kühe nur mit Grünfutter und Getreide aus dem Lungau. Es werden keine Futtermittel von außerhalb des Lungaus zugekauft.
Im Frühjahr 2020 wurden die Anteile von Meggle von den Genossenschaften wieder zurückgekauft. Die Molkerei steht damit zu 100 % im Besitz der heimischen Anteilseigner.
Im Jahre 2022 scheiterte eine geplante Fusion mit der Gmundner Molkerei.

## Produktion
Firmenstandorte der SalzburgMilch GmbH sind die Zentrale in Salzburg und das Werk 2 in Lamprechtshausen, wobei die Produktion der Milchprodukte folgendermaßen aufgeteilt ist:
- Stadt Salzburg: Produktion Weiße und Bunte Linie, Frischkäse
- Lamprechtshausen: Produktion Hart- und Schnittkäse

Das Werk in Lamprechtshausen wurde als „Käsekompetenz-Center“ von 2013 bis 2014 errichtet. Auf einer bebauten Fläche von 20.000 m² können dort bis zu fünf verschiedene Milchsorten verarbeitet und bis zu 15.000 Tonnen Käse im Jahr produziert und gelagert werden. Für die Käseproduktion werden Kupfer-Fertiger verwendet und z. B. die Heumilch-Spezialitäten Original Bergkäse oder Salzburger Emmentaler aus Rohmilch gekäst. Die hohen Qualitätsstandards im Werk 2 der SalzburgMilch wurden bereits wenige Monate nach Inbetriebnahme durch den Käsekaiser 2015 für den Original Almkönig offiziell bestätigt.
Die angelieferte Milch stammt ausschließlich aus kleinstruktierten Bauernhöfen mit einer durchschnittlichen Anzahl von 16 Milchkühen. Bei der Bewertung der Bauern wird eng mit der Universität für Bodenkultur in Wien zusammengearbeitet.